# Filip Bednarek
Filip Bednarek (Słupca, 26 september 1992) is een Pools voetballer die als doelman voor Lech Poznań speelt. Hij tekende in juni 2025 een contract tot medio 2027 bij Sparta Rotterdam, dat hem transfervrij overnam van Lech Poznań. Zijn jongere broer Jan Bednarek speelt ook betaald voetbal.

## Clubcarrière

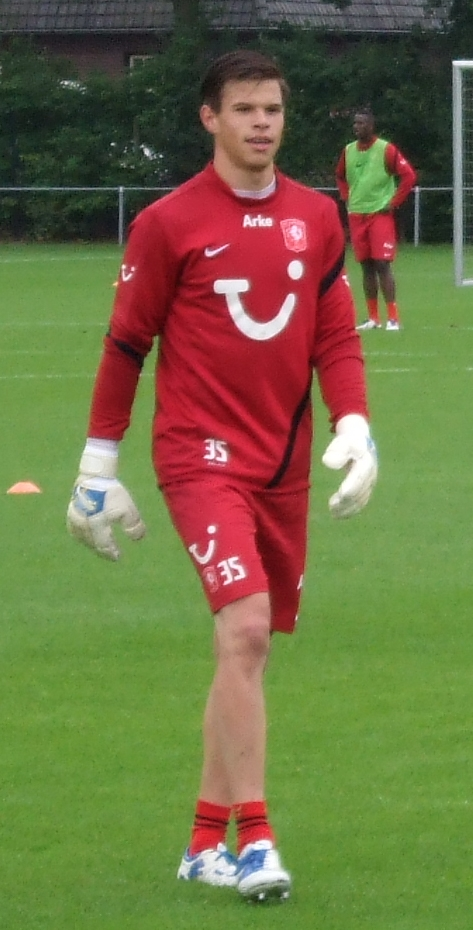
Bednarek als keeper van FC Twente

### FC Twente
Bednarek trainde gedurende de eerste seizoenshelft van het seizoen 2008/09 bij de FC Twente / Heracles Academie. Hij speelde daarvoor bij het Poolse Amica Wronki en Sokół Kleczew. Hij maakte op 6 december 2012 zijn debuut in het eerste elftal van FC Twente, tijdens een wedstrijd in de Europa League thuis tegen Helsingborgs IF. Daarna speelde Bednarek 31 wedstrijden voor Jong Twente in de Eerste divisie, maar tot een vervolg in de hoofdmacht kwam het niet. Medio 2015 verliet hij Twente.

### FC Utrecht
FC Utrecht gaf Bednarek in juni 2015 de kans om zich te bewijzen tijdens een proefperiode. Hiermee verdiende hij een contract tot medio 2016, met een optie voor nog een seizoen. Hij maakte in dienst van FC Utrecht zijn debuut in de Eredivisie, maar een vaste waarde werd hij niet.

### De Graafschap
Bednarek tekende in juli 2016 een contract tot medio 2018 bij De Graafschap, dat in het voorgaande seizoen degradeerde uit de Eredivisie. Het lijfde hem transfervrij in. De Graafschap promoveerde in het seizoen 2017/2018 via de play-offs naar de Eredivisie, waarin Bednarek een belangrijke rol had. De Graafschap bood hem echter geen contractverlenging aan. Bednarek werd opgepikt door SC Heerenveen, waar hij de positie van tweede doelman bekleedde.

### Lech Poznan
In 2020 keerde Bednarek terug naar zijn geboorteland om aan slag te gaan bij Lech Poznań. In 2023 reikte hij met zijn club tot de kwartfinale van de UEFA Conference League, waarin ACF Fiorentina te sterk bleek over twee wedstrijden. Bednarek werd tweemaal met Lech Poznań landskampioen, in 2022 en 2025. In dit laatstgenoemde seizoen was hij echter op een zijspoor beland en kwam hij enkel in één bekerduel in actie. 

### Sparta Rotterdam
Hierop besloot de doelman medio 2025 terug te keren naar Nederland en tekende hij een contract bij Sparta Rotterdam. Hier moest hij zich met Joël Drommel gaan ontfermen over de opvolging van de naar PSV vertrokken Nick Olij.

## Carrièrestatistieken
| Seizoen                         | Club             | Competitie     | Competitie | Competitie | Beker | Beker | Overig | Overig | Totaal | Totaal |
| Seizoen                         | Club             | Competitie     | Wed.       | Dlp.       | Wed.  | Dlp.  | Wed.   | Dlp.   | Wed.   | Dlp.   |
| ------------------------------- | ---------------- | -------------- | ---------- | ---------- | ----- | ----- | ------ | ------ | ------ | ------ |
| 2012/13                         | FC Twente        | Eredivisie     | 0          | 0          | 0     | 0     | 1      | 0      | 1      | 0      |
| 2013/14                         | Jong FC Twente   | Eerste divisie | 15         | 0          | –     | –     | –      | –      | 0      | 0      |
| 2014/15                         | Jong FC Twente   | Eerste divisie | 16         | 0          | –     | –     | –      | –      | 0      | 0      |
| 2015/16                         | FC Utrecht       | Eredivisie     | 5          | 0          | 2     | 0     | 4      | 0      | 11     | 0      |
| 2016/17                         | De Graafschap    | Eerste divisie | 38         | 0          | 1     | 0     | –      | –      | 39     | 0      |
| 2017/18                         | De Graafschap    | Eerste divisie | 38         | 0          | 0     | 0     | 4      | 0      | 42     | 0      |
| 2018/19                         | Sc Heerenveen    | Eredivisie     | 0          | 0          | 0     | 0     | –      | –      | 0      | 0      |
| 2019/20                         | Sc Heerenveen    | Eredivisie     | 6          | 0          | 1     | 0     | –      | –      | 7      | 0      |
| 2020/21                         | Lech Poznan      | Ekstraklasa    | 15         | 0          | 3     | 0     | 10     | 0      | 28     | 0      |
| 2021/22                         | Lech Poznan      | Ekstraklasa    | 20         | 0          | 1     | 0     | –      | –      | 21     | 0      |
| 2022/23                         | Lech Poznan      | Ekstraklasa    | 32         | 0          | 1     | 0     | 16     | 0      | 49     | 0      |
| 2023/24                         | Lech Poznan      | Ekstraklasa    | 3          | 0          | 3     | 0     | 3      | 0      | 9      | 0      |
| 2024/25                         | Lech Poznan      | Ekstraklasa    | 1          | 0          | 0     | 0     | –      | –      | 1      | 0      |
| 2025/26                         | Sparta Rotterdam | Eredivisie     | 0          | 0          | 0     | 0     | –      | –      | 0      | 0      |
| Carrièretotaal                  | Carrièretotaal   | Carrièretotaal | 128        | 0          | 7     | 0     | 11     | 0      | 146    | 0      |
| Bijgewerkt op 11 augustus 2025. |                  |                |            |            |       |       |        |        |        |        |